# John Barnett (rugbi)
John Thomas "Towser" Barnett  (Tuena, Nova Gal·les del Sud, 19 de gener de 1880 - Parramatta, Nova Gal·les del Sud, 2 d'octubre de 1918) va ser un jugador de rugbi a 15 i rugbi a 13 australià que va competir amb la selecció d'Austràlia a començaments del segle xx.
El 1908 va ser seleccionat per jugar amb la selecció d'Austràlia de rugbi a 15 que va prendre part en els Jocs Olímpics de Londres, on guanyà la medalla d'or.
Morí el 2 d'octubre de 1918 per culpa d'una meningitis.